# Kkonminam Yeonswae Tereosageon
Kkonminam Yeonswae Tereosageon (hangul: 꽃미남 연쇄 테러사건) é um filme de mistério/comédia sul-coreano e é o primeiro filme produzido pela SM Pictures, uma subsidiária da SM Entertainment. O filme é estrelado pelos membros do Super Junior, exceto Kyuhyun. Foi lançado em 26 de julho de 2007.

## Elenco e personagens
Atores principais (Super Junior):
- Kibum, narrador e "garoto detetive"
- Siwon, presidente do corpo de estudantes
- Heechul, presidente da Ultra Junior
- Kangin, capitão da Judo Society
- Sungmin, primeira vítima do Flower Boy, garoto bonito e popular
- Han Geng, segunda vítima do Flower Boy, jogador de basquetebol
- Yesung, terceira vítima do Flower Boy, estrela de rock
- Donghae, membro da Ultra Junior e melhor amigo de Kibum
- Eunhyuk, membro da Judo Society
- Shindong, membro da Ultra Junior
- Ryeowook, vice-presidente do corpo de estudantes / mascote Panda (não-creditado)
- Leeteuk, mascote Panda (créditos finais)

Participações especiais:
- Henry Lau do Super Junior-M - dançarino de fundo
- Key do SHINee - dançarino de fundo
- Yuri do Girls' Generation - Uma das três bailarinas e a garota que se juntou ao Ultra Junior perto do final do filme.

Nota:
- Kyuhyun, o 13º membro do Super Junior, não participou do elenco devido ainda estar em recuperação do acidente de carro que sofreu em 19 de abril de 2007.